# Mady Touré
Pour les articles homonymes, voir Touré.
Ne doit pas être confondu avec Mady Touré (football, 1958).
Mady Touré, né le 18 novembre 1966 à Dakar, est dirigeant sportif sénégalais.
Il est le président fondateur de  l'académie de football sénégalais Génération Foot.

## Biographie
Mady Touré est un dirigeant sportif sénégalais né le 18 novembre 1966 à Gueule Tapée dans la ville de Dakar. 
Mady Touré s’est tenté à une carrière de footballeur professionnel. Aspirant à devenir footballeur professionnel dès le bas âge, il a quitté le Sénégal en 1984 pour la France, sur initiative personnelle. Il a été soutenu par Youssou Ndour qu'il considère comme son idole. A son arrivée, il a intégré le club de Chemou (3e division), puis l’équipe de Bousse (club amateur). Mais il contracte une blessure à Châteauroux qui brisera sa carrière de footballeur. Il embrasse alors le métier de maçon, en allant piocher dans les rues de Monaco jusqu’à sa rencontre avec Benard Cocosse (ancien joueur) en 1987. Dix ans après cette rencontre, Mady Touré retrouve le milieu sportif, avec l’appui de son épouse. Cette dernière, qui l’a rejoint en France 10 ans après leur mariage (1997), a facilité sa nomination au poste de recruteur de joueurs de la société sportive, de communication et de management.
Mady Touré, nommé représentant de cette entreprise en Afrique de l’Ouest, réussit à enrôler des talents dont l’ancien international sénégalais Adama Sarr. Mais l’impressionnante somme d’argent engrangée par l’agence de recrutement sur le transfert de l’ex défenseur des Lions précipitera son départ de cette entreprise de recrutement.

### Création de l'académie Génération Foot et partenariat avec FC Metz
Ayant passé la majeure partie de son parcours en France, Mady Touré retourne au Sénégal et crée l'académie Génération Foot. 
Mady Touré dit avoir créé l’académie Génération Foot, en 2000, dans le but d’aider les jeunes footballeurs sénégalais à aller monnayer leurs talents en Europe. Avec plus de 100 pensionnaires formés, logés et nourris gratuitement, Il envoie des joueurs à l’étranger, par le biais d’un partenariat exclusif avec le football club de FC Metz en 2003. Une convention signée en 2006 lui permet d’enrôler au moins deux joueurs à la fin de chaque saison. l’acquisition de 16 ha de terre au village de Déni Birame Ndao permettront à l’académie Génération Foot de se relever pour se doter d'infrastructures sportives aux normes FIFA. 
L'académie Génération Foot n'est pas exclusivement du football ; le centre formation allie Sport-étude. L'académie a inauguré en mars 2019 son lycée du nom de Bernard Serin pour permettre ses pensionnaires de poursuivre leur étude.

### Joueurs notables formés par la fondation Génération Foot
Son académie constitue un véritable grenier de talent et à formée des joueurs de niveau international à l'instar de Sadio Mané, Ismaïla Sarr, Pape Matar Sarr, Habib Diallo, Lamine Camara, Ibrahima Niane, Cheikh Sabaly et Papa Ndiaga Yade.

### Présidence de la fédération sénégalaise de football
Auparavant candidat à la présidence de la Fédération sénégalaise de football en 2013 et en 2021, Mady Touré est de nouveau candidat pour succéder à Augustin Senghor à la tête de fédération pour les élections de 2025 où il s'est retrouvé deuxième derrière Abdoulaye Fall.